# Megaderma lyra
Megaderma lyra е вид прилеп от семейство Megadermatidae. Видът не е застрашен от изчезване.

## Разпространение и местообитание
Разпространен е в Афганистан, Бангладеш, Виетнам, Индия, Камбоджа, Китай, Лаос, Малайзия, Мианмар, Непал, Пакистан, Тайланд и Шри Ланка.
Обитава гористи местности, места със суха почва, национални паркове, пещери, храсталаци, крайбрежия и плажове в райони с тропически климат, при средна месечна температура около 20,5 градуса.

## Описание
На дължина достигат до 7,4 cm, а теглото им е около 39,3 g.
Продължителността им на живот е около 14 години.